# Christliche Deutsche Schule Chiang Mai
Die Christliche Deutsche Schule Chiang Mai (CDSC) ist eine private Deutsche Auslandsschule in dem Tambon Tha Wang Tan, des Landkreises Saraphi in der thailändischen Provinz Chiang Mai.

## Allgemeines
Die CDSC ist eine anerkannte internationale Schule und deutsche Auslandsschule, die den Lehrplan des Bundeslandes Thüringen vermittelt. Sie bietet Bildungsangebote von der Kinderkrippe über die Grundschule bis zum Übergang in die gymnasiale Oberstufe an. Seit dem Schuljahr 2011/12 ist es möglich, die Deutsche Internationale Abiturprüfung abzulegen.

## Geschichtliches
Die Schule wurde 1994 als ein Projekt von der Stiftung Marburger Mission gegründet. Die Deutsche Botschaft Bangkok unterstützt die Schule seit ihrer Gründung. Bis zum Jahr 2011 bot die Schule Bildungsangebote bis zum Übergang in die gymnasiale Oberstufe an (Sekundarstufe I), seit dem Schuljahr 2011/2012 bietet die CDSC auch die Sekundarstufe II bis zum internationalen Abitur an. Das aktuelle Kindergartengebäude wurde im Juni 2013 eröffnet.
Am 19. November 2021 besuchte der deutsche Botschafter in Thailand, Herr Georg Schmidt, den CDSC Wald in der Amphoe Mae Rim, wo in den Jahren 2020 und 2021 insgesamt 1.500 Bäume von den Schülerinnen und Schülern der CDSC gepflanzt wurden. Im Mai 2022 erhielt die Christliche Deutsche Schule Chiang Mai (CDSC) erneut das offizielle Zertifikat Exzellente Deutsche Auslandsschule. Dieses überreichte der stellvertretende Deutsche Botschafter in Thailand, Hans-Ulrich Südbeck, bei seinem Besuch an der CDSC.

## Leitsätze der Schule
1. Vermittlung christliche Werte
2. Förderung der Persönlichkeit
3. Schule als Lebensraum
4. Zusammenarbeit mit den Eltern
5. Anbieten des passenden Bildungsganges
6. Förderung interkultureller Begegnungen
7. Vorbereitung auf Europa

## Schulabschlüsse
Die CDSC bietet verschiedene Abschlussmöglichkeiten an.
- Hauptschulabschluss nach der 9. Klasse
- Realschulabschluss nach der 10. Klasse
- Zulassungsprüfung zur gymnasialen Oberstufe nach der 10. Klasse (Das Bestehen dieser Prüfung beinhaltet zugleich den Realschulabschluss nach der 10. Klasse)
- Deutsche Internationale Abiturprüfung (DIAP)

## Schulprojekte

### CDSC-Thai-Tag
Jedes Jahr veranstaltet die Schule den CDSC-Thai-Tag. An diesem Tag werden von den Schülern, deren Eltern, dem Lehrpersonal und Mitarbeitern eine Vielzahl von Darbietungen wie thailändisches Fechten, traditionelle Tänze, Lieder, Spiele und ein Laufsteg mit thailändischen Kostümen präsentiert. Zu dem Programm gehören auch weitere Aktivitäten wie zum Beispiel das Weben von thailändischen Stoffen, die Herstellung eines eigenen thailändischen Kräutershampoos und das Bemalen eines eigenen Regenschirms. Köstliche thailändische Speisen und Desserts runden solch einen CDSC-Thai-Tag ab. Am 19. Juni war der Thai-Tag 2024 an der Schule.

### CDSC-Wald
Zur Feier des 25-jährigen Bestehens der Schule im Jahr 2019 startete man das Schulprojekt CDSC-Wald. Mit Hilfe der Forest Restoration Research Unit (FORRU) der Chiang Mai University konnten gemeinsam 1.500 Bäume gepflanzt werden. Die kleinen Samen, die die Schülerinnen und Schüler zwei Jahre davor am Doi Suthep (Berg) gesammelt hatten, sind mittlerweile zu 2 bis 8 m hohen Bäumen herangewachsen. Regelmäßig berichtet die CDSC über das Schulprojekt. Dieses Projekt ist auch Bestandteil des Biologieunterrichtes.

## Partner der CDSC
Übersicht über die Partner der CDSC
- Bundesverwaltungsamt – Zentralstelle für das Auslandsschulwesen
- Deutsche Botschaft Bangkok
- Kultusministerkonferenz
- Initiative „Schulen: Partner der Zukunft“
- Weltverband Deutscher Auslandsschulen (WDA) e. V.
- German European School Singapore
- Thai Deutsche Gemeinde in Chiang Mai
- The International Schools Association of Thailand
- International Schools Circle of Chiang Mai
- Schweizer Botschaft Bangkok
- Österreichische Botschaft Bangkok
- Deutsch-Thailändische Handelskammer
- Ecumenical Relations Office of the Church of Christ in Thailand